# 폭스 엔터테인먼트 그룹
폭스 엔터테인먼트 그룹(영어: Fox Entertainment Group)은 미국의 엔터테인먼트 그룹이다. 그룹명은 영화 제작자 윌리엄 폭스의 이름을 딴 것이다.

## 유닛

### 월트 디즈니 스튜디오로 이동
- 20세기 스튜디오
- 20세기 애니메이션
- 블루 스카이 스튜디오
- 디즈니 파크스 익스페리언스 앤드 프로덕츠
- 폭스 2000 픽처스
- 서치라이트 픽처스
- 리젠시 엔터프라이즈
- 폭스 스튜디오 오스트레일리아

### 월트 디즈니 Direct-to-consumer & International로 이동
- 폭스 스타 스튜디오
- 훌루 (30%)
- 훌루 다큐멘터리 영화

### 디즈니 파크스 익스페리언스 앤드 프로덕츠로 이동
- 겐팅 스카이월즈